# Snookersäsongen 2010/2011
Snookersäsongen 2010/2011 behandlar säsongen för de professionella spelarna i snooker.

## Nyheter
Snookersäsongen 2010/11 innehöll flera nyheter jämfört med föregående säsong, många av dem till följd av att delar av styrelsen för biljard- och snookerförbundet WPBSA bytts ut. Bland annat spelades alla kvaltävlingar till rankingturneringarna på touren från och med denna säsong i World Snooker Academy i Sheffield, istället för som tidigare i Prestatyn i Wales. Tidigare har endast kvalet till VM avgjorts i Sheffield.

### Ny rankingturnering i Tyskland
Antalet rankingturneringar på touren ökades från sex till sju, den nya turneringen, German Masters spelades i Berlin i februari. Det var första gången på 14 år som Tyskland arrangerade en rankingturnering. Slutspelet avgjordes i Berlin Tempodrom med plats för 2500 åskådare. Turneringen tillkom för att möta det ökande intresset för snooker i Tyskland.

### Grand Prix byter namn till World Open
Tävlingen spelades även denna säsong i Glasgow, men formatet var annorlunda. 32 amatörer, bland dem ett par kvinnliga spelare, deltog tillsammans med de 96 spelarna på den professionella touren. Formatet var bäst-av-5 frames med fri lottning.

### Ny tour: Players Tour Championship
En ny serie tävlingar för amatörer och professionella, sammanlagt tolv tävlingar under sommaren och hösten 2010, som ledde fram till ett finalspel under våren 2011. Flera av tävlingarna kom att spelas i Sheffield. Tävlingsserien ersatte delvis Pro Challenge Series och World Series of Snooker. Denna nya tour gav rankingpoäng, dock mindre än de vanliga rankingturneringarna. Segraren fick 2000 poäng, att jämföra med 5000 - 10 000 poäng till segraren i övriga rankingturneringar.

### Nytt rankingsystem
Världsrankinglistan, som tidigare bara uppdaterats en gång per säsong (efter världsmästerskapen), uppdaterades från och med denna säsong fyra gånger per säsong, efter Euro Players Tour Championship 2, UK Championship, Welsh Open och VM. Varje ny rankinglista sträckte sig precis två år tillbaka i tiden, så i den första rankinglistan som presenterades under hösten 2010 ingick poäng från Shanghai Masters 2010, World Open 2010, samtliga rankingtävlingar under snookersäsongen 2009/10, samt alla rankingtävlingar utom de tidiga hösttävlingarna under snookersäsongen 2008/09. Det innebar bland annat att John Higgins fick lämna över platsen som världsetta till Neil Robertson efter bara några månader, tidigare var man alltid världsetta under minst en hel säsong.

## Tävlingskalendern
| Inbjudningsturneringar    |
| Rankingturneringar        |
| Players Tour Championship |

| År   | Datum           | Turnering                        | Plats                  | Vinnare           | Finalist          | Resultat |
| ---- | --------------- | -------------------------------- | ---------------------- | ----------------- | ----------------- | -------- |
| 2010 | 3-6 juni        | Wuxi Classic                     | Wuxi, Jiangsu, Kina    | Shaun Murphy      | Ding Junhui       | 9 - 8    |
| 2010 | 25-27 juni      | Players Tour Championship 1      | Sheffield, England     | Mark Williams     | Stephen Maguire   | 4 - 0    |
| 2010 | 9-11 juli       | Players Tour Championship 2      | Sheffield, England     | Mark Selby        | Barry Pinches     | 4 - 3    |
| 2010 | 6-8 augusti     | Players Tour Championship 3      | Sheffield, England     | Tom Ford          | Jack Lisowski     | 4 - 0    |
| 2010 | 14-16 augusti   | Players Tour Championship 4      | Sheffield, England     | Barry Pinches     | Ronnie O'Sullivan | 4 - 3    |
| 2010 | 27-29 augusti   | Euro Players Tour Championship 1 | Fürth, Tyskland        | Judd Trump        | Anthony Hamilton  | 4 - 3    |
| 2010 | 6-12 september  | Shanghai Masters                 | Shanghai, Kina         | Ali Carter        | Jamie Burnett     | 10 - 7   |
| 2010 | 18-26 september | World Open                       | Glasgow, Skottland     | Neil Robertson    | Ronnie O'Sullivan | 5 - 1    |
| 2010 | 1-3 oktober     | Euro Players Tour Championship 2 | Brygge, Belgien        | Shaun Murphy      | Matthew Couch     | 4 - 2    |
| 2010 | 8-10 oktober    | Players Tour Championship 5      | Sheffield, England     | Ding Junhui       | Jamie Jones       | 4 - 1    |
| 2010 | 15-17 oktober   | Players Tour Championship 6      | Sheffield, England     | Dominic Dale      | Martin Gould      | 4 - 3    |
| 2010 | 22-24 oktober   | Euro Players Tour Championship 3 | Rüsselsheim, Tyskland  | Marcus Campbell   | Liang Wenbo       | 4 - 0    |
| 2010 | 28-31 oktober   | Euro Players Tour Championship 4 | Gloucester, England    | Stephen Lee       | Stephen Maguire   | 4 - 2    |
| 2010 | 5-7 november    | Senior-VM i snooker              | Bradford, England      | Jimmy White       | Steve Davis       | 4 - 1    |
| 2010 | 11-14 november  | Euro Players Tour Championship 5 | Hamm, Tyskland         | John Higgins      | Shaun Murphy      | 4 - 2    |
| 2010 | 18-21 november  | Euro Players Tour Championship 6 | Prag, Tjeckien         | Michael Holt      | John Higgins      | 4 - 3    |
| 2010 | 27-28 november  | Premier League Slutspel          | Hopton-on-Sea, England | Ronnie O'Sullivan | Shaun Murphy      | 7 - 1    |
| 2010 | 4-12 december   | UK Championship                  | Telford, England       | John Higgins      | Mark Williams     | 10 - 9   |
| 2011 | 9-16 januari    | Masters                          | London, England        | Ding Junhui       | Marco Fu          | 10 - 4   |
| 2011 | 28-30 januari   | Shoot-Out                        | Blackpool, England     | Nigel Bond        | Robert Milkins    | 1 - 0    |
| 2011 | 2-6 februari    | German Masters                   | Berlin, Tyskland       | Mark Williams     | Mark Selby        | 9 - 7    |
| 2011 | 14-20 februari  | Welsh Open                       | Newport, Wales         | John Higgins      | Stephen Maguire   | 9 - 6    |
| 2011 | 17-20 mars      | Players Tour Championship Finals | Dublin, Irland         | Shaun Murphy      | Martin Gould      | 4 - 0    |
| 2011 | 23-24 mars      | Championship League              | Stock, Essex, England  | Matthew Stevens   | Shaun Murphy      | 3 - 1    |
| 2011 | 28 mars-3 april | China Open                       | Peking, Kina           | Judd Trump        | Mark Selby        | 10 - 8   |
| 2011 | 16 april-2 maj  | VM i snooker                     | Sheffield, England     | John Higgins      | Judd Trump        | 18 - 15  |

## Världsranking
Se separata artiklar:
- Snookerns världsranking 2010/2011
- Snookerns världsrankingpoäng 2010/2011